# Азми, Шабана
Шаба́на А́зми (хинди शबाना आज़मी, урду شبانہ اعظمی‎, англ. Shabana Azmi; род. 18 сентября 1950, Хайдарабад, Индия) — индийская актриса, певица и общественный деятель. Пятикратный лауреат Национальной кинопремии за лучшую женскую роль и трёхкратный лауреат Filmfare Award за лучшую женскую роль.

## Биография
Шабана Каифи Азми родилась 18 сентября 1950 года в Хайдарабаде,  Индия) в семье поэта Каифи Азми (1919—2002) и активистки Шаукат Азми. У Шабаны есть брат — кинооператор Баба Азми.
Шабана окончила курс актёрского мастерства в Индийском институте кино и телевидения в 1972 году. Её первой работой в кино стал фильм Faasla Х. А. Аббаса, который однако вышел на экраны уже после премьеры «Ростка» Шьяма Бенегала. Последний принёс актрисе Национальную кинопремию за лучшую женскую роль. Впоследствии она удостаивалась этой награды ещё четыре раза за работы в фильмах «Осознание» (1982), «Развалины» (1983), «Переправа» (1984) и Godmother (1999). Дальнейшее сотрудничество с Бенегалом в фильмах «Конец ночи» (1975), «Безумие» (1978), «Рыночная площадь» (1983), Susman (1987) и Antarnaad (1991) сделало её одной из наиболее известных актрис параллельного кино. Она также работала с такими признанными режиссёрами как Сатьяджит Рай, Мринал Сен, Саид Мирза, Гаутам Гхош, Саи Паранджпаи, Апарна Сен и Махеш Бхатт. В их фильмах она практиковала «естественный» стиль игры, с отсутствием грима, выраженным региональным акцентом (области Андхра в «Ростке» и «Конце ночи» и парси в «Пестонджи») и театральной техникой чередования небрежных жестов и драматических пауз.
Шабана известна также как политический активист, сражающийся на стороне обитателей трущоб и бездомных, а также с различными антиобщественными организациями, сыгравшими значительную роль, например, в общественных беспорядках 1993 года в Бомбее. В 1988 году актриса была награждена четвёртой по высоте гражданской наградой Индии — орденом Падма Шри. В 1998 году была номинирована в верхнюю палату парламента Индии — Раджья сабха.

## Личная жизнь
С 9 декабря 1984 года Шабана замужем за поэтом Джаведом Ахтаром (род. 1945). У Джаведа есть двое детей от первого брака: Фархан и Зоя, оба заняты в киноиндустрии.